# Tom Walker
Thomas Alexander Walker (Kilsyth, 17 december 1991) is een Brits singer-songwriter. In 2018 brak hij door met zijn single "Leave a Light On". In 2019 kwam zijn debuutalbum What a Time to Be Alive uit.

## Carrière
Walker groeide op met de muziek van Ray Charles, Muddy Waters en Paolo Nutini. In 2014 studeerde hij af van het London College of Creative Media.

### 2017-2019: debuutalbumWhat a Time to Be Alive
In 2017 bracht Walker de single "Just You and I" uit en werd hij door het NBC-programma Today uitgekozen tot artiest van de maand maart. Zijn volgende single "Blessings" werd de titeltrack van zijn debuut-ep. Op 13 juni 2017 bracht hij de single "Heartland" uit, die werd geproduceerd door Naughty Boy, die er tevens aan meeschreef. Tevens speelde hij in het voorprogramma van artiesten als George Ezra, Jake Bugg en The Script.
Op 13 oktober 2017 bracht Walker zijn single "Leave a Light On" uit. De single was geproduceerd door Steve Mac, die er ook aan meeschreef. Het kwam wereldwijd in de hitlijsten terecht met onder meer een zevende plaats in het Verenigd Koninkrijk, een twintigste plaats in Australië, een zesde plaats in de Nederlandse Top 40 en een tweede plaats in de Vlaamse Ultratop 50. Het nummer verscheen later op zijn debuutalbum What a Time to Be Alive, dat op 1 maart 2019 werd uitgebracht. Het album bereikte de eerste plaats in de Britse albumlijsten.

### 2019-heden: tweede studioalbum
In november 2019 maakte Walker bekend dat hij was begonnen met de opnamen van zijn tweede studioalbum.

## Discografie

### Albums
| Album met eventuele hitnotering(en) in de Nederlandse Album Top 100 | Datum van verschijnen | Datum van binnenkomst | Hoogste positie | Aantal weken | Opmerkingen |
| ------------------------------------------------------------------- | --------------------- | --------------------- | --------------- | ------------ | ----------- |
| What a Time to Be Alive                                             | 01-03-2019            | 09-03-2019            | 18              | 3            |             |

| Album met hitnotering(en) in de Vlaamse Ultratop 200 albums | Datum van verschijnen | Datum van binnenkomst | Hoogste positie | Aantal weken | Opmerkingen |
| ----------------------------------------------------------- | --------------------- | --------------------- | --------------- | ------------ | ----------- |
| What a Time to Be Alive                                     | 01-03-2019            | 09-03-2019            | 31              | 8            |             |

### Singles
| Single met eventuele hitnotering(en) in de Nederlandse Top 40 | Datum van verschijnen | Datum van binnenkomst | Hoogste positie | Aantal weken | Opmerkingen                               |
| ------------------------------------------------------------- | --------------------- | --------------------- | --------------- | ------------ | ----------------------------------------- |
| Leave a Light On                                              | 13-10-2017            | 14-04-2018            | 6               | 22           | Alarmschijf / Nr. 10 in de Single Top 100 |
| Walk Alone                                                    | 26-10-2018            | 03-11-2018            | tip13           | -            | met Rudimental                            |
| Just You and I                                                | 11-01-2019            | 18-05-2019            | tip12           | -            |                                           |
| Better Half of Me                                             | 04-10-2019            | 21-12-2019            | tip6            | -            |                                           |
| Wait for you                                                  | 2020                  | 14-11-2020            | tip26*          |              | met Zoe Wees                              |

| Single met hitnotering(en) in de Vlaamse Ultratop 50 | Datum van verschijnen | Datum van binnenkomst | Hoogste positie | Aantal weken | Opmerkingen    |
| ---------------------------------------------------- | --------------------- | --------------------- | --------------- | ------------ | -------------- |
| Leave a Light On                                     | 13-10-2017            | 14-04-2018            | 2               | 30           |                |
| Walk Alone                                           | 26-10-2018            | 10-11-2018            | tip             | -            | met Rudimental |
| Just You and I                                       | 11-01-2019            | 16-02-2019            | tip1            | -            |                |
| Better Half of Me                                    | 04-10-2019            | 07-12-2019            | tip             | -            |                |

### NPO Radio 2 Top 2000
| Nummer met noteringen in de NPO Radio 2 Top 2000 | '19  | '20  |
| ------------------------------------------------ | ---- | ---- |
| Leave a Light On                                 | 1871 | 1976 |

1. ↑  Een vetgedrukt getal geeft de hoogste notering aan.
2. ↑  2019 was het eerste jaar met een notering voor dit nummer.
3. ↑  Deze tabel is bijgewerkt tot en met de laatste editie (2024).

- Gemeinsame Normdatei: 1326311522
- Library of Congress Control Number: no2019071748
- MusicBrainz: 84354abd-2ead-48a3-9690-6627d917b605
- Virtual International Authority File: 11155224368784370833
- WorldCat: E39PBJvCWkj3JRyTTGMVkhx4bd